# Frieden von Campo Formio

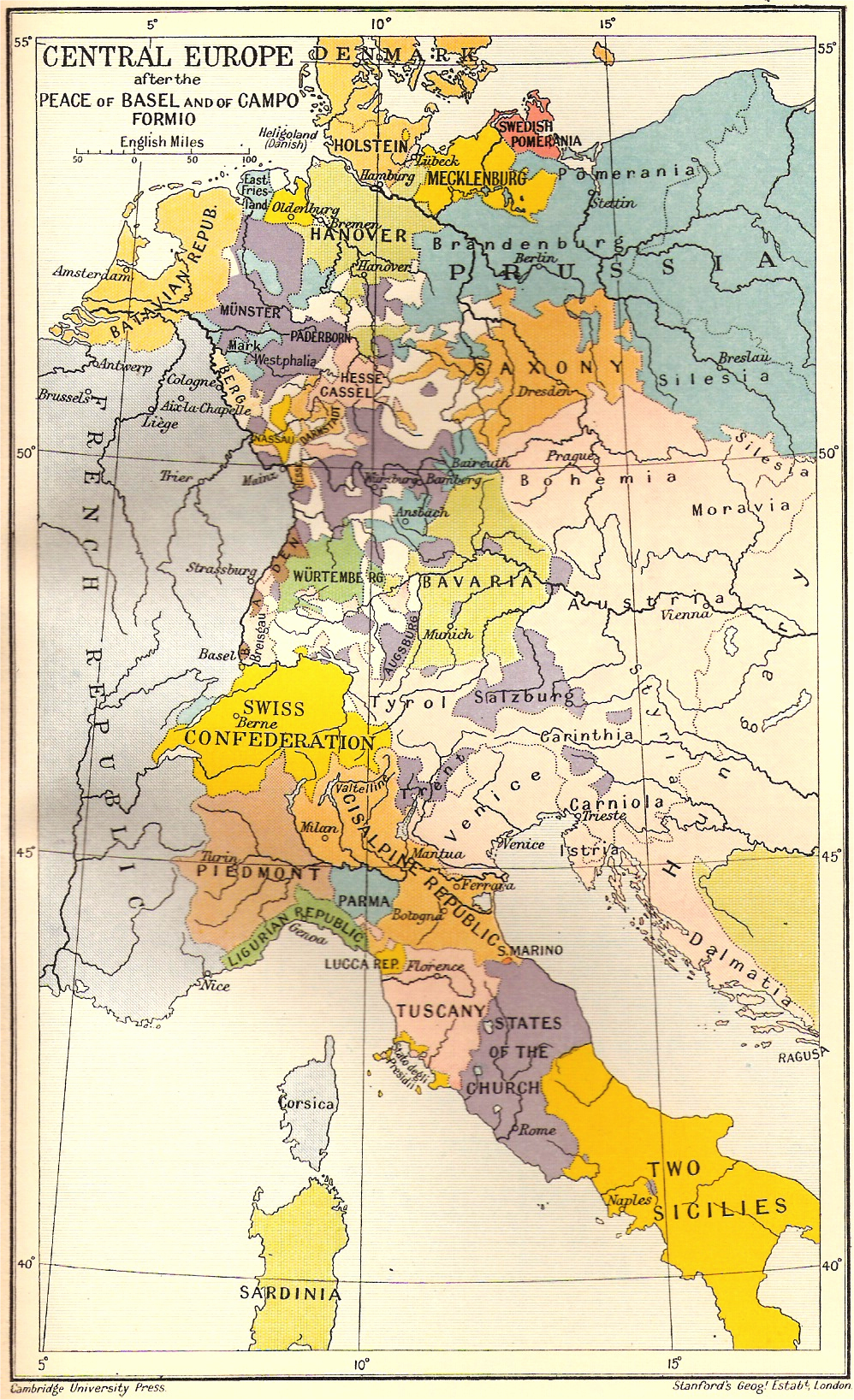
Mitteleuropa nach den Friedensschlüssen von Basel und Campoformio

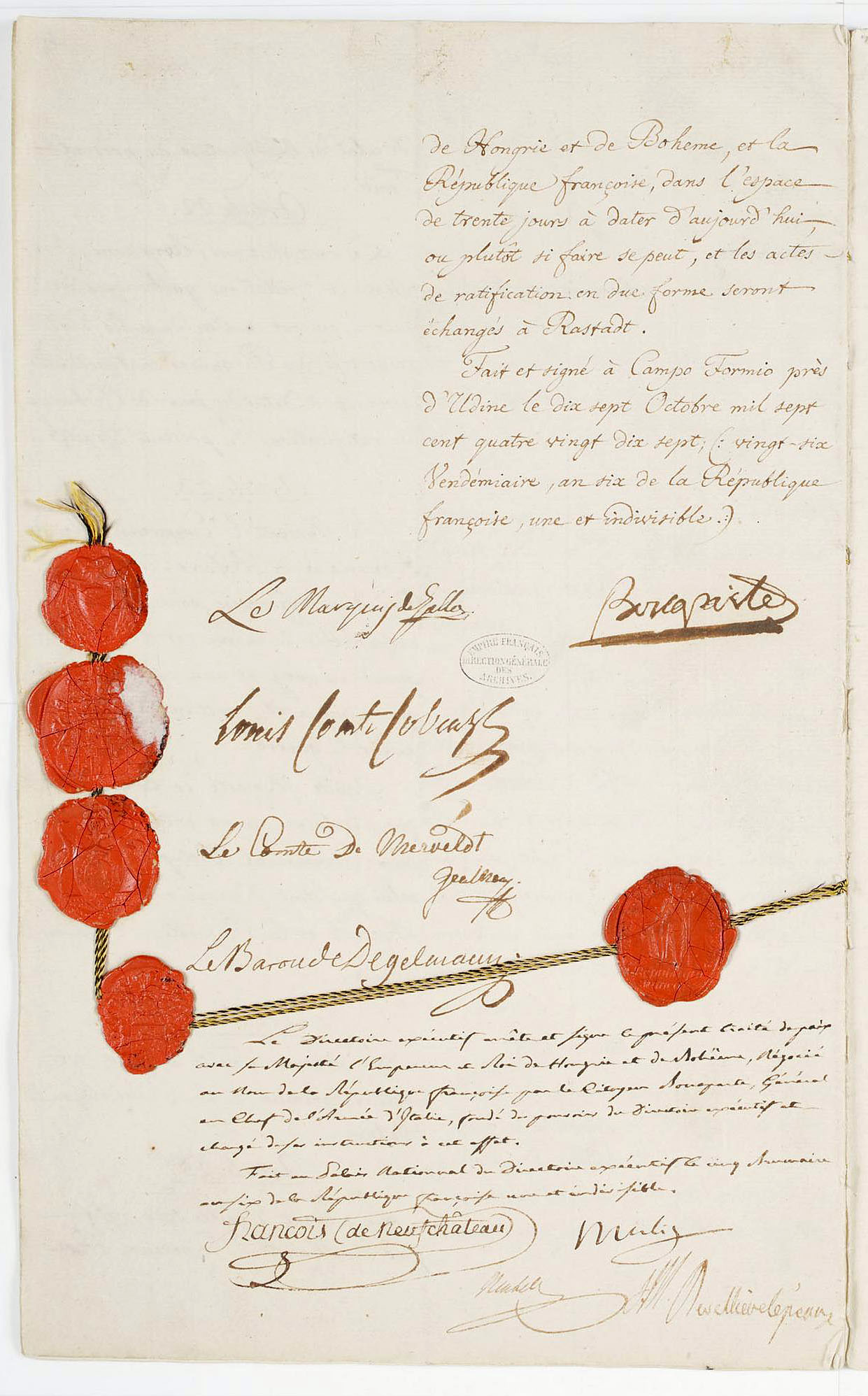
Unterschriften, teils nicht eigenhändig, und Siegel des Vertrags, Archives nationales

Der Frieden von Campo Formio wurde am 17. Oktober 1797 zwischen der französischen Republik, vertreten durch Napoléon Bonaparte, und dem römisch-deutschen Kaiser Franz II. in seiner Eigenschaft als Landesherr der habsburgischen Erblande (aufgrund der Pragmatischen Sanktion, insbesondere als König von Ungarn und Böhmen und Erzherzog von Österreich), vertreten durch die Diplomaten Mastrilli, von Cobenzl, von Merveldt und von Degelmann als Bevollmächtigte geschlossen.
Der Friede beendete den am 20. April 1792 von Frankreich begonnenen Ersten Koalitionskrieg.

## Bezeichnung
Der Vertrag von Campo Formio wurde in der Nacht auf den 17. Oktober 1797 um ein Uhr nach Mitternacht im Hauptquartier Napoléons in der Villa Manin unterzeichnet, dem Landsitz des letzten Dogen von Venedig Ludovico Manin in Passariano in der heutigen Region Friaul-Julisch Venetien in Oberitalien. Dorthin waren die österreichischen Bevollmächtigten aus dem 15 km entfernten Udine angereist. Im Friedensvertrag ist als Ort des Vertragsschlusses Campo Formio genannt (fait et signé à Campo Formio). Das ist die Bezeichnung des Orts Campoformido zwischen Passariano und Udine in venetischer Sprache. Der Name ist mit der Publikation des Vertrags so in die Geschichtsschreibung der beteiligten Staaten eingegangen.
Der Name „Campo Formio“ selbst geht auf einen Schreibfehler aus französischer Feder zurück.

## Vorfriede von Leoben
Dem Frieden von Campoformio ging der Vorfrieden von Leoben voraus, ein vorläufiges Abkommen  zwecks Einstellung der Feindseligkeiten zwischen den beiden Großmächten und Vorbereitung eines endgültigen Friedens. Der Vorfriede von Leoben wurde am 18. April 1797 durch General Napoleon Bonaparte und den österreichischen General von Merveldt unterzeichnet. Das Abkommen selbst wurde erst am 4. Mai bzw. 14. Mai 1797 von den Regierungen Frankreichs und Österreichs genehmigt und am 24. Mai 1797 ratifiziert.

## Inhalt des Friedens von Campoformio
Der Vertrag bestimmte den Verzicht des Kaisers auf die Österreichischen Niederlande zugunsten Frankreichs und führte eine Neuordnung Oberitaliens und der Besitzungen der Republik Venedig herbei. Der Kaiser erkannte die Unabhängigkeit der Cisalpinischen Republik an und erhielt im Gegenzug das Territorium der früheren Republik Venedig samt deren Besitzungen bis zum Fluss Etsch, dazu Istrien, Dalmatien und die Bucht von Kotor. Darin eingeschlossen war auch die große venezianische Kriegsflotte, die in den folgenden Jahrzehnten das Herzstück der noch jungen österreichischen Kriegsmarine bildete. Frankreich behielt die Lombardei sowie die Ionischen Inseln Korfu, Zakynthos und Kefalonia. 
Es befand sich nun zum ersten Mal seit 1792 in Kontinentaleuropa im Frieden, während der Krieg mit Großbritannien fortbestand.

## Folgen
Für die deutsche Geschichte besonders bedeutsam waren die geheimen Zusatzartikel des Vertrages, der von Napoleon Bonaparte und österreichischen Gesandten unterschrieben wurde. Kaiser Franz II. erkannte in Artikel 1 den Rhein zwischen Basel und dem Fluss Nette südlich von Andernach als Ostgrenze Frankreichs an („… La rive gauche du Rhin depuis la frontière de la Suisse au dessous de Basle jusqu’au confluent de la Nette au dessus d’Andernach…“).
Die endgültigen Regelungen mit dem Heiligen Römischen Reich Deutscher Nation blieben dem Rastatter Kongress (9. Dezember 1797 bis 23. April 1799) vorbehalten, der jedoch aufgrund des Ausbruches des Zweiten Koalitionskrieges nie zu Ende geführt wurde.